# Monica Lovinescu
Monica Lovinescu (Bukurešt, 19. studenog 1923. – Pariz, 20. travnja 2008.) bila je rumunjska esejistica, pripovjedačica, književna kritičarka, prevoditeljica i novinarka, borila se protiv rumunjskoga komunističkoga režima. Objavila je nekoliko djela pod pseudonimima Monique Saint-Come i Claude Pascal. Ona je kći književnika Eugena Lovinescua. Bila je udana za književnoga kritičara Virgila Ieruncu. Prozvani su "najiskrenijim i najdostojanstvenijim parom u povijesti rumunjske kulture".
Monica Lovinescu rođen je u Bukureštu. Diplomirala je na Fakultetu za književnost Sveučilišta u Bukureštu, književno je debitirala u časopisu "Vremea", redovito objavljujući prozne radove u "Revisti Fundaţiilor Regale" i kazališnim kronikama u listu "Democraţia". Brzi koraci poduzeti prema uspostavljanju otvoreno komunističke vladavine u Rumunjskoj prisilili su je da se skloni u Francuskoj: odlazeći na francusku državnu stipendiju u rujnu 1947., zatražila je (u kolovozu 1948.) politički azil nakon što je Rumunjska postala Narodna republika.
Opširno je pisala protiv komunizma u svojoj zemlji, kao i osvrte o rumunjskoj književnosti. Njezini članci često su bili predstavljeni u prestižnim časopisima.
Od 1960. nadalje, bila je novinarka Radija Slobodna Europa, radeći dva tjedna priloga o stanju u komunističkoj Rumunjskoj, protiveći se režimu Nicolae Ceauşescua. Njihova je glavna svrha bila informirati Rumunje o kulturnim i političkim trendovima u slobodnom svijetu. Dio emitiranih skripti objavljen je pod nazivom "Unde Scurte ("Kratki valovi") u Madridu 1978.
Bila je meta nasilnih napada u rumunjskom komunističkom tisku, a najznačajnije su je napadali novinari Eugen Barbu i Corneliu Vadim Tudor. Godine 1977. teško su je pretukla tri časnika PLO-a, jedan prikriven kao francuski poštar, na zapovijed Nicole Ceausesca.